# Стрела (электронно-вычислительная машина)
«Стрела́» — советская ЭВМ первого поколения.

## История
Разработана в СКБ-245, г. Москва (c 1958 года это НИИ электронных математических машин — НИЭМ, с 1968 года — НИЦЭВТ) в 1953 году. Главный конструктор — Юрий Яковлевич Базилевский. В числе помощников был Башир Рамеев, впоследствии ставший главным конструктором ЭВМ серии Урал.
Выпускалась серийно на Московском заводе счётно-аналитических машин (САМ), с 1953 по 1956 годы. Всего было выпущено восемь машин, которые были установлены:
- Стрела-предсерийная — КБ-1 (Головное системное конструкторское бюро Концерна ПВО «Алмаз-Антей»),
- «Стрела-1» — Отдел прикладной математики Математического института имени В. А. Стеклова АН СССР (ОПМ МИАН), сейчас — Институт прикладной математики имени М. В. Келдыша РАН,
- «Стрела-2» — ВЦ-1 МО СССР (ЦНИИ-27 в/ч 01168),
- «Стрела-3» — Вычислительный центр АН СССР,
- «Стрела-4» — Механико-математический факультет МГУ,
- «Стрела-5» — РФЯЦ-ВНИИТФ в городе Снежинск Челябинской области,
- «Стрела-6» — КБ-11 в Арзамасе-16,
- «Стрела-7» — Координационно-вычислительный центр командно-измерительного комплекса (КВЦ КИК) НИИ-4 МО СССР (п. Болшево)[5]. Сейчас — ЦКП КИК Главного испытательного центра испытаний и управления космическими средствами им. Г. С. Титова космических войск МО РФ (Краснознаменск Московской области[6].

Быстродействие машины — 2000 оп./с. Элементная база — 8 тыс. вакуумных ламп, 2 тыс. полупроводниковых диодов. Оперативная память на 43 электронно-лучевых трубках объёмом 2048 двоичных 43-разрядных чисел (35 разрядов мантиссы и 6 разрядов порядка). Постоянное ЗУ высокого быстродействия объёмом 512 команд и чисел позволяло хранить 16 наиболее часто используемых программ и 256 констант, выполнено на полупроводниковых диодах. 
Внешнее ЗУ — два накопителя на магнитной ленте ёмкостью по 1 млн. чисел. Ввод данных — с перфокарт и с магнитной ленты. Вывод данных — на магнитную ленту, на перфокарты и на широкоформатный принтер. Последний вариант «Стрелы» использовал память на магнитном барабане (4096 слов), вращающемся со скоростью 6000 об/мин.
В вычислительном центре АН СССР была спроектирована ЭВМ «Стрела-М» на новой элементной базе, производительность которой должна была составить 20 тысяч операций в секунду, с ОЗУ на магнитных сердечниках объёмом 4096 слов. Арифметическое устройство (АУ) создавал Ю. И. Торгов Ю. И. на элементах разработки ИТМ и ВТ, устройство управления (УУ) — на динамических элементах разработки ВЦ АН СССР (Чайковский Л. Ф., Михайлов Г. М.), МОЗУ — на новом принципе «Z-выборки» (Лопатникова Т. М.). С 1961 года ЭВМ «Стрела-М», изготовленная на Ульяновском заводе имени Володарского в единственном экземпляре, вступила в опытную эксплуатацию и проработала в ВЦ ещё почти 10 лет.
В 1954 году Сталинской премии были удостоены разработчики «Стрелы»: Александров В. В., Базилевский Ю. Я., Жучков Д. А., Лыгин И. Ф., Марков Г. Я., Мельников Б. Ф., Прокудаев Г. М., Рамеев Б. И., Трубников Н. Б., Цыганкин А. П., Щербаков Ю. Ф., Ларионова Л. А. Главному конструктору машины Ю. Я. Базилевскому также было присвоено звание Героя Социалистического Труда.
После создания «Стрелы», в СКБ-245 также были созданы ЭВМ «Урал-1» (главный конструктор Б. И. Рамеев), М-20 (ГК С. А. Лебедев) и специализированный вычислительный комплекс для министерства обороны М-111 (ГК Ю. Я. Базилевский).

## Применение
ЭВМ «Стрела» в 1953 году использовалась для расчётов при разработке первой советской водородной бомбы РДС-6с.
Аэродинамические расчёты для первого советского пассажирского реактивного самолёта Ту-104 объёмом 100 млн операций выполнены на «Стреле» за 17 часов, чем сэкономлено несколько месяцев труда расчётчиков.